# Сімонов Володимир Дмитрович
Сімонов Володимир Дмитрович (27 вересня 1947, с. Оринин, Хмельницька область, УРСР) — український політик, член КПУ; 1-й секретар Тернопільського ОК КПУ (до 10.2010).

## Життєпис
Народився 27 вересня 1947 року в селі Оринин Кам'янець-Подільського району Хмельницької області. Росіян.

## Родина
Дружина — Наталія Володимирівна.
Син — Костянтин.
Син — Андрій.

## Освіта
Закінчив — Рівненський текстильний технікум в 1973 році, технік — механік.
Тернопільська філія Львівського політехнічного інституту в 1981 році, інженер-механік, «Технологія машинобудування, металорізальні верстати та інструменти».
Львівський інститут стандартизації та метрології  в 1984 році.
Одеський інститут політології та соціального управління в 1992 році — політолог.

## Кар'єра
- 1965 - 1966 рр. -  лаборант, Копичинська школа № 1 Тернопьська область.
- 1966 - 1970 рр. -  служба в армії.
- 1970 - 1984 рр. - слюсар, учень Рівненського текстильного технікуму, механік Тернопільського текстильного комбінату, механік Тернопільського радіозаводу «Оріон».
- 1984 - 1991 рр. -  на партійній роботі.
- 1991 - 1997 рр. -  механік, ТОВ «Стрина», заступник директора НВП «Терція»,  директор страхова компанія «Омета-Інстер», начальник відділу Центр сертифікаційних аукціонів, м. Тернопіль.
- 1997 - 1998 рр. -  консультант фракції комуністів у ВР України.

Орден «За заслуги» III ст. - серпень 2002 року.
Народний депутат України 3 скликання березень 1998 року по квітень 2002 року від КПУ, № 46 в списку. На час виборів —  консультант групи «Комуністи України за соціальну справедливість і народовладдя» у ВР України. Член КПУ.
Член Комітету з питань національної безпеки і оборони з липня 1998 року.
Член фракції КПУ з травня 1998 року.
Народний депутат України 4 скликання квітень 2002 року по квітень 2006 року від КПУ, № 56 в списку.
Член фракції комуністів з травня 2002 року.
Член Комітету з питань національної безпеки і оборони з червня 2002 року.
Березень 2006 року кандидат в народні депутати України від КПУ, № 59 в списку.